# Мефферт, Борис Фёдорович
Борис Фёдорович Мефферт (1878—1937) — русский и советский геолог, стратиграф и палеонтолог, учёный Геологического комитете.

## Биография
Родился 29 июня (11 июля) 1878 года в Российской империи[где?].
В 1908 году окончил Горный институт. Во время учёбы за участие в студенческом движении подвергался арестам (1897, 1899, 1904).
с 1907 — работал геологом в Геологическом комитете, реорганизован в 1930 году в Центральный научно-исследовательский геологоразведочный институт (ЦНИГРИ).
Доктор геологии. Работал на геологической съёмке Донбасса, автор первой десятиверстной геологической карты Северо-Восточного Прибалхашья.
В 1927—1929 годах совместно со Степановым руководил составлением синонимики угольных пластов Донбасса и осуществлял второй детальный подсчет запасов углей бассейна по отдельным пластам, с разделением по маркам угля, по мощности пластов и степени достоверности запасов.

### Репрессии
В 1932 году прошёл «чистку» в ЦНИГРИ «с замечаниями».
8 марта 1935 — арестован, 7 апреля выслан на 5 лет в город Алма-Ата как «социально опасный элемент».
21 апреля 1935 года к Е. П. Пешковой обратилась за помощью письмом его жена Александра Ивановна Исаева.: 

«По происхождению — дед тифлисский мещанин, отец был землемер, мать учительница. В молодые годы Б. Ф. Мефферт участвовал в студенческих движениях (эпоха Коновалова), в политических партиях не состоял. Обвиняется: на первом допросе настойчиво в принадлежности к дворянству и в чинах; на втором допросе это обвинение объявляется необоснованным и выдвигается другое: Мефферт представитель старого Геолкома, полный отрыв от общественности, не подготовка молодых специалистов, задолженность по камеральным работам, преуменьшение запасов лигнитов в Ахалцихском районе Закавказья.»
Участник 17 сессии Международного геологического конгресса от филиала АН СССР в Оренбурге (1937).
Умер 5 августа 1937 года в Алма-Ате. По записям в дневнике В. И. Вернадского от 16 января 1938 года: 

 «умер в АлмаАте, нищета, болезни, оторван от семьи, спился, все сдал полностью, все работы. Разбит был нравственно арестом.»
Реабилитирован посмертно 13 июля 1956 года Президиумом Ленгорсуда.

## Память
В честь Б. Ф. Мефферта, изучавшего Донецкий бассейн, Кавказ и кайнозойскую фауну были названы:
- Nummulites mefferti Panteleev, 1933 — подкласс фораминифер, палеоцен Грузии.
- Axolithophyllum mefferti Fomitchev, 1953 — класс коралловых полипов, средний карбон Донбасса.
- Cytherelloidea mefferti Selesnjova, 1965 — подкласс остракод, верхний мел Донбасса.
- Lenticorbula mefferti Titova, 1982 — класс двустворчатых моллюсков, олигоцен Грузии.